# Arvernové

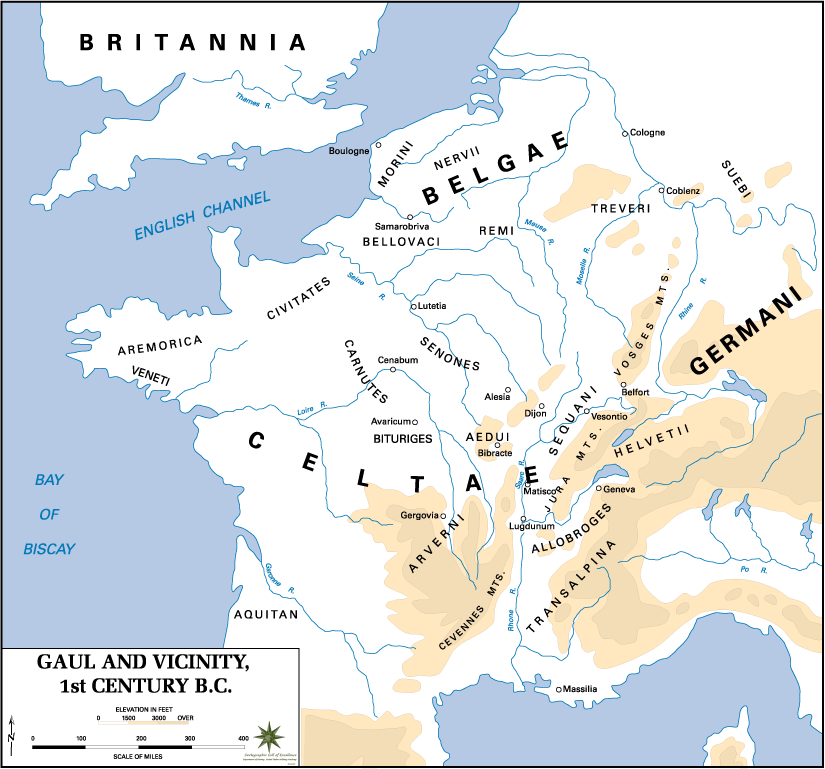
Galie v 1. století př. n. l.

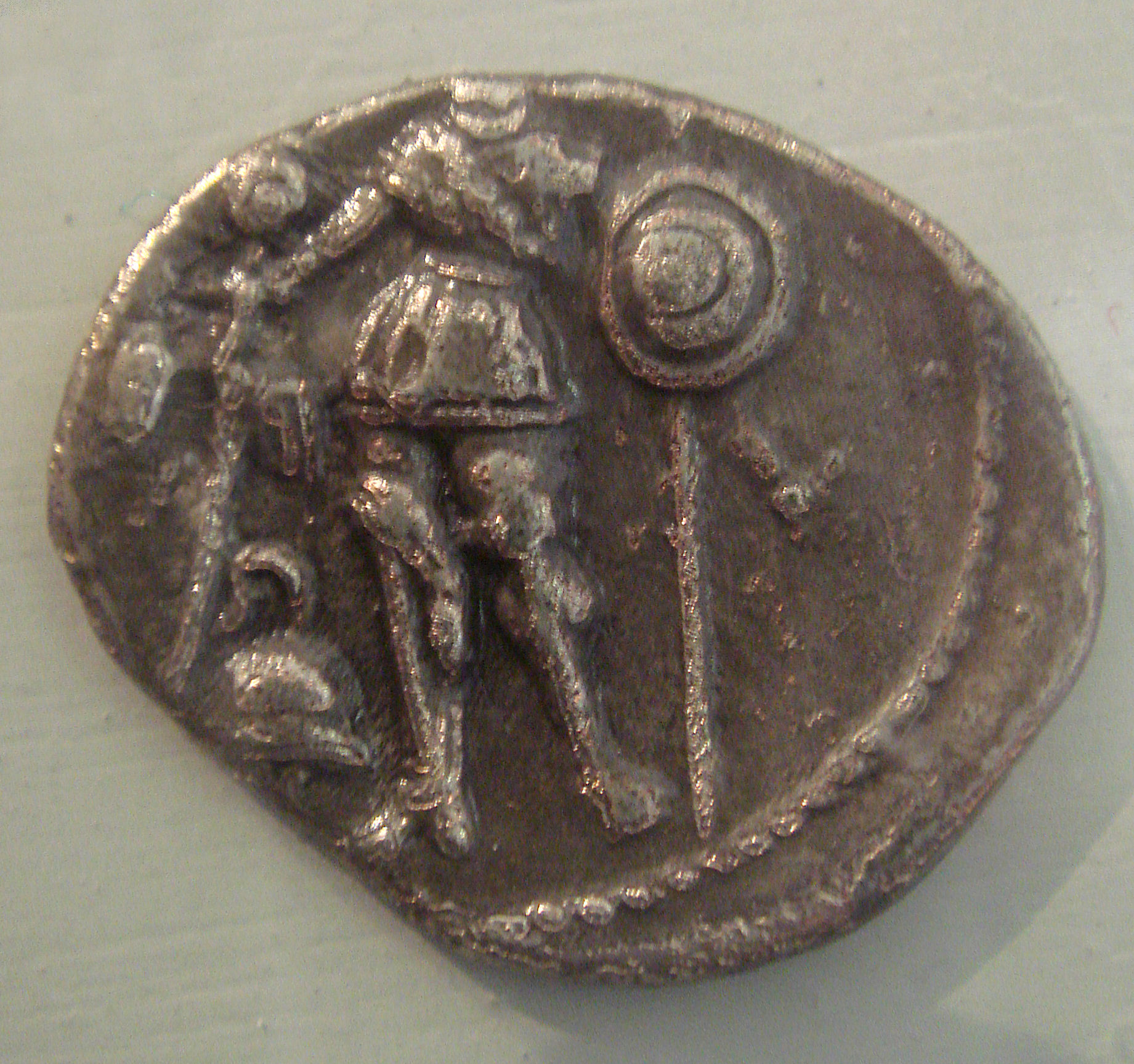
Arvenská mince s válečníkem

Arvernové byl keltský kmen obývající území Galie v oblasti kolem dnešního Lyonu. Jejich jméno dalo název francouzské oblasti a departementu Auvergne.
Arvernové byli významným kmenem, jehož sídla se nacházela ve střední Francii. Jejich nejdůležitější pevností byla Gergovie, kde se v bitvě u Gergovie utkali římské legie Julia Caesara s avernským vůdcem Vercingetorikem. V průběhu 3. a 2. století př. n. l. se za vlády krále Luerniose stali nejmocnějším kmenem v Galii. Když však byl jeho syn Bituitus v roce 123 př. n. l. poražen Římany a v jižní Galii byla zřízena římská Provincia (odtud pochází francouzský název tohoto kraje, Provence), jejich moc přešla na kmeny Aeduů a Sequanů.
Nejslavnějších osobnost v dějinách Keltů byl arvenský vůdce Vercingetorix, který vedl poslední významné povstání namířené proti římské okupaci Galie, ale v roce 52 př. n. l. byl poražen Gaiem Juliem Caesarem během obléhání Alesie.